# فطر البقعة السوداء في الورد
فطر البقعة السوداء في الورد (الاسم العلمي: Diplocarpon rosae) هو فطر يسبب ظهور بقع سوداء على أوراق نباتات الورد. بسبب انتشار هذا الفطر والمرض المصاحب له في مختلف أنحاء العالم، لذلك يوجد بمسميات مختلقة.
تنتقل غبيرات هذا الفطر عبر الريح أو المطر إلى الأوراق أثناء تفتحها في بداية فصل الربيع، لتقوم باختراق نسيج الورقة النباتي. عندما تحدث عملية سقوط الأوراق في فصل الخريف، تقوم الخيوط الفطرية بغزو نسيج الورقة الميتة وتشكل أوعية بوغية Pycnidium مع الغبيرات تحت الأجسام الرملية Acervulus القديمة.
يمكن أن يكون الرش بالكبريت علاجاً لهذه الآفة.